# Алгоритм керівництва морально-психологічним забезпеченням
Алгоритм керівництва морально-психологічним забезпеченням  —  це комплекс аналітичних і практичних дій в межах сфери відповідальності командирів (начальників) для досягнення високого морального духу  особового складу, який спонукає підлеглих до свідомого виконання службово-бойових завдань в умовах мирного і воєнного часу.
 Морально-психологічне забезпечення (МПЗ) виконання службово-бойових завдань (СБЗ) є складовою виховної роботи.

## Послідовність дій командирів (начальників) щодо керівництва МПЗ
Алгоритм керівництва МПЗ передбачає наступну послідовність дій командирів (начальників):
- з отриманням наказу (розпорядження) на виконання СБЗ інформує свого заступника з  виховної роботи (по роботі з особовим складом) про майбутні дії та ставить йому завдання на підготовку  пропозицій щодо МПЗ виконання СБЗ;
- у своєму рішенні визначає основні  завдання МПЗ виконання СБЗ;
- віддає вказівки щодо МПЗ виконання СБЗ;
- затверджує рішення свого заступника з виховної  роботи (по роботі з особовим складом);
- затверджує план МПЗ виконання СБЗ;
- інструктує командирів i офіцерів виховної роботи (по роботі з особовим складом);
- контролює виконання  поставлених завдань;
- особисто проводить заходи МПЗ [с. 50][1], [с. 30][2].

## Вказівки командира щодо МПЗ виконання СБЗ
Після затвердження рішення старшим начальником, командир (начальник) віддає вказівки щодо МПЗ виконання СБЗ. 
Вказівки командира щодо МПЗ виконання СБЗ включають:
- на що спрямувати основні зусилля МПЗ;
- завдання МПЗ на кожному етапі дій військ;
- особливості МПЗ в основних елементах бойового порядку;
- у якому підрозділі зосередити основні зусилля МПЗ;
- о котрій годині заступнику командира з виховної роботи (по роботі з особовим складом) доповісти рішення i план МПЗ виконання СБЗ [с. 50, 51] [1],  [с. 38, 39][3].